# Videa
Videa Group è una società a responsabilità limitata italiana che si occupa di produzione e distribuzione di opere audiovisive con sede a Roma.

## Storia
È una società di produzione e distribuzione cinematografica indipendente fondata da Sandro Parenzo che, alla fine degli anni 80 del XX secolo, rileva gli stabilimenti cinetelevisivi di Franco Cristaldi in cui furono girati film come Divorzio all'italiana (1961), Sedotta e abbandonata (1964), Amarcord (1973), E la nave va (1983), Nuovo Cinema Paradiso (1988).
Dopo averli ristrutturati la società ha potuto produrre titoli quali Americano rosso (1991), Va' dove ti porta il cuore (1996), Once We Were Strangers (1998), programmi televisivi come Banane (1990), Verso il 2000 (1999), Sorelle d'Italia (2000), documentari tra cui Oreste Pipolo - Fotografo di matrimoni (1998), Pomodori - Viaggio nell'identità italiana (1999) e la serie Ferie (2001), la lunga serialità con Ricominciare (2000-2001) e Sottocasa (2006).
Attualmente gli studi ospitano diverse fiction quali Il restauratore 2, Benvenuti a tavola - Nord vs Sud 1 e 2, lavori teatrali e programmi come Piazzapulita. Videa, come inizialmente scritto, si occupa anche di distribuzione. Dopo aver collaborato con la Warner Bros., da qualche anno è presente autonomamente nelle sale cinematografiche, proponendo circa 10 nuovi titoli l'anno. La sua attenzione è rivolta principalmente verso film d'essai europei, ma si focalizza anche su progetti mainstream rivolti a un pubblico più ampio.

## Film distribuiti (parziale)
- Memento (2000)
- Water (2005)
- Il labirinto del fauno (2006)
- Confetti (2006)
- The Hurt Locker (2008)
- The Road (2010)
- Splice (2010)
- End of Watch - Tolleranza zero (2012)
- Snitch - L'infiltrato (2013)
- The Butler - Un maggiordomo alla Casa Bianca (2014)
- La mossa del pinguino (2014)
- Mai così vicini (2014)
- I due volti di gennaio (2014)
- The Imitation Game (2014)
- Una doppia verità (2016)
- Ballerina (2016)
- La casa di Jack (2018)
- The Wife - Vivere nell'ombra (2018)
- Kursk (2018)
- Una giusta causa (On the Basis of Sex) (2018)
- Destroyer (2018)
- Greta (2018)
- Suspiria (2019)